# Cheap Repository Tracts

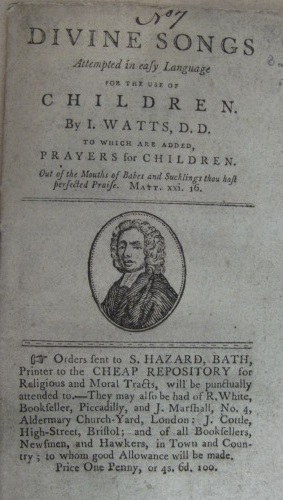
Divine Songs ... for children - il settimo Cheap Repository Tract ad essere pubblicato, stampato a Bath da Samuel Hazard nel marzo 1795

I Cheap Repository Tracts furono più di duecento libelli su argomenti morali, religiosi e, occasionalmente, politici, pubblicati in un certo numero di serie tra marzo 1795 e il 1817, e successivamente ristampati in varie edizioni raccolte fino al 1830. Furono ideati da Hannah More e destinati alla vendita o alla distribuzione ai letterati poveri, in alternativa a quella che lei considerava come l'immorale tradizionale ballata e chapbook. I libelli (tracts) si rivelarono un enorme successo, con più di due milioni di copie vendute o distribuite gratuitamente durante il primo anno del programma.

## Antefatto
Durante i primi anni 1790 si era diffusa la preoccupazione circa la possibilità di una rivolta popolare in Gran Bretagna a seguito alla Rivoluzione francese e delle idee radicali che circolavano nelle pubblicazioni popolari. La scrittrice, religiosa e filantropa inglese Hannah More si riferì ai "piccoli libri e ballate corrotti e crudeli, che venivano appesi fuori dalle finestre, nelle forme più seducenti, o venduti per le strade nelle città e nell'intero paese". Dopo il successo commerciale del suo Village Politics (1792), che fu una confutazione di Rights of Man (I diritti dell'uomo) di Thomas Paine, decise che una serie di tali libelli avrebbe potuto fornire "conoscenza religiosa e utile, come antidoto al veleno che scorreva continuamente attraverso il canale delle pubblicazioni volgari e licenziose. Questi, per la loro economicità, nonché per il loro essere, purtroppo, congeniali a un gusto depravato, ottenevano una popolarità maliziosa tra i ranghi più bassi della società". Lei elaborò il suo piano per la pubblicazione di tali opere nel West Country durante il 1794 e lo fece circolare tra i suoi amici, che la incoraggiarono a estenderlo a coprire l'intero paese, nominando dei distributori a Londra. Venne pertanto istituito un comitato, per creare i libelli a buon mercato, sotto la guida di Henry Thornton che divenne il tesoriere. Fu pertanto realizzato un prospetto stampato che riportava diciotto titoli, per assicurarsi degli abbonamenti che potessero finanziare il progetto.
I nuovi libelli erano destinati a sottolineare le insidie dell'ubriachezza, della dissolutezza, dell'inattività, del gioco d'azzardo e delle rivolte tendenti a migliorare il proprio stato sociale, lodando contemporaneamente le virtù, l'onestà, la diligenza, la parsimonia, la pazienza e l'accettazione del proprio posto nella società, per mezzo di ballate e semplici e brevi storie istruttive. Essi vennero pubblicati sia in ottavo chapbook o come ballate broadside, emulando le forme tradizionali della "letteratura di strada". Circa un terzo erano stati designati come "letture domenicali" e contenevano storie semplificate della Bibbia o altro messaggio più specificamente religioso.

## Autori
Più della metà dei libelli fu scritta da Hannah More Altri sei vennero scritti probabilmente da sua sorella Sarah, altri da amici evangelici come il poeta William Mason, dai filantropi ed abolizionisti contro la schiavitù Zachary Macaulay, John Newton e Henry Thornton, o da William Gilpin, l'artista e scrittore del pittoresco. Alcuni titoli erano versioni condensate di opere esistenti ben note, come Divine Songs Attempted in Easy Language for the Use of Children di Isaac Watts o A Journal of the Plague Year di Daniel Defoe, o ancora storie della Bibbia. La serie venne sovvenzionata dai sottoscrittori e da sostenitori, consentendo così alle pubblicazioni di essere vendute al di sotto del prezzo di costo.

## Pubblicazione
I singoli libelli ebbero una complessa storia bibliografica, spesso passata attraverso molte edizioni e che coinvolse molti individui diversi che vennero designati "Stampatori di contenitori economici", insieme a molti distributori ed editori. Le vendite al dettaglio venivano fatte da "librai, giornalisti e venditori ambulanti, in città e in campagna". Tra i più importanti stampatori coinvolti figurarono Samuel Hazard di Bath, John Marshall di Londra, William Watson di Dublino e John Evans di Londra. Diverse copie vennero ristampate anche negli Stati Uniti d'America a New York e a Filadelfia. Fino alla fine del 1798 l'editore che intraprese il lavoro fu The Cheap Repository, ma in seguito i diritti d'autore vennero venduti e le edizioni delle successive raccolte vennero pubblicate da John e James Rivington per la Society for Promoting Christian Knowledge (SPCK).